# Centre de détention de Salon-de-Provence
Le centre de détention de Salon-de-Provence est un centre de détention français située dans le département des Bouches-du-Rhône en région Provence-Alpes-Côte d'Azur. Ce centre pénitentiaire peut accueillir jusqu'à 651 détenus.